# 219

## Починали
- Гелий Максим, римски узурпатор